# Фалически култ
След преминаването на човешките общности от лов и събирачество към уседнал земеделски строй, с отглеждане на растения и добитък, се започва обожествяването на „плодородието“, съчетаването на мъжкото начало с женското начало . Тази матрица се прехвърля въху целия свят – много от явленията и феномените се тълкуват като взаимодействие на „мъжки“ и „женски“ сили . В традиционното българско общество се смята че дъждът опложда земята . Дъждът е активното мъжко, проникващо начало, а земята – женското, приемащото. В условия на патриархат, има наличие на „фалоцентризъм“ – тоест пенисът символизира най-често силата, живота, структурата, реда . Може и да е символ на победа, късмет, фертилност. Индийският бог Шива понякога е представян чрез фалос . През късното Средновековие и Ренесанс, благородните мъже слагат подплънки върху гениталиите си, символизиращи огромни пениси, наричани на английски „cod-piece“, на руски „гульфик“. Много древни култури, вкл. индийската, месапотамската  и славянската , почитат фалоса под една или друга форма.
Фалическите Божества на славянското божество включват Ярило (Ярила, западен славянин. Яровит, Геровит, сръбско-хърватски Jарило) - Бог пробуждаща природа. Името му идва от корен яр - „пламенен, неистов, силен“ и се свързва с идеи за пролетно плодородие. Ср.: рус. ярый, яровой, укр. ярь «весна», ярній «весенний, молодой, полный сил, страстный». Славянският глагол yariti има значението „да имаш полов акт“. Един от химните, написан от името на самия Ярил, казва: „Покрих равнините с трева и дървета с листа. Нося реколтата на полетата и потомството на добитъка.